# Małgorzata Naimska
Małgorzata Naimska (ur. 1952) – polska hebraistka, działaczka społeczna i urzędniczka samorządowa, w okresie PRL zaangażowana w działalność opozycyjną jako członkini niepodległościowego ruchu harcerskiego.

## Życiorys
Absolwentka VI Liceum Ogólnokształcącego im. Tadeusza Reytana w Warszawie (1971). Należała do środowiska „Gromady Włóczęgów” 1 Warszawskiej Drużyny Harcerskiej „Czarna Jedynka” i angażowała się w pomoc ofiarom represji po protestach w Radomiu i Ursusie w czerwcu 1976 roku. Współpracowała z Komitetem Obrony Robotników i Komitetem Samoobrony Społecznej „KOR”. Ukończyła studia magisterskie z zakresu hebraistyki w Instytucie Orientalistycznym Uniwersytetu Warszawskiego (1977). Usiłowała podjąć pracę na Uniwersytecie Warszawskim i w Bibliotece Narodowej w Warszawie, lecz UW nie przedłużył z nią kontraktu, a Biblioteka Narodowa, mimo wcześniejszych obietnic, odstąpiła od podpisania umowy o pracę. W latach 1979–1997 pracowała w polskim oddziale PEN Clubu, początkowo jako sekretarka, w latach 1988–1997 jako dyrektor biura.
W latach 2000–2001 była doradcą w gabinecie politycznym ministra spraw zagranicznych Władysława Bartoszewskiego. Od 2003 roku pełniła funkcję dyrektorki, a od 2007 roku wicedyrektorki Biura Kultury Urzędu m.st. Warszawy. W 2005 roku ukończyła studia podyplomowe w zakresie administracji publicznej w Akademii Leona Koźmińskiego w Warszawie. W czasie długoletniej pracy w stołecznym samorządzie zasłużyła się dla promocji kultury francuskiej, m.in. jako współorganizatorka tournées teatralnych Comédie-Française w Polsce, a także dla polsko-austriackiej współpracy kulturalnej i podtrzymywania przyjaźni polsko-węgierskiej. 
Opublikowała wraz z Tadeuszem Gadaczem książkę Judaizm. Minibook (Kraków, 2020). Członkini Rady Muzeum Getta Warszawskiego (powołana w 2019 roku na czteroletnią kadencję) i przewodnicząca Rady Fundacji Edukacja dla Demokracji. Wnuczka Stefana Lotha, żona Piotra Naimskiego.

## Odznaczenia
- Złoty Krzyż Zasługi (1997)[21][22]
- Srebrny Medal „Zasłużony Kulturze Gloria Artis” (2005)[23]
- Krzyż Kawalerski Odznaki Honorowej za Naukę i Sztukę (2018, Austria)[14]
- Złoty Krzyż Zasługi (2019, Węgry)[15][16]
- Kawaler Orderu Sztuki i Literatury (2021, Francja)[12]